# Пйотр Поляк
Пйотр По́ляк з Ліхвіна (пол. Piotr Polak; пом. 1441/1442) — лицар, гусит, урядник Королівства Польського, староста подільський, підкоморій краківський (?).

## Життєпис
Підписувався завжди «з Вільфіна», що належить ідентифікувати з Ліхвіном у Бецькій землі. В літературі безпідставно Вільфін ототожнюють (утожсамлюють) з великопольським Вельжином (С. Козєровський), Волшином (чеськ., А. Копалова), чи місцевістю на Шльонську (М. Вєжейська). У батьківському селі (напевне, належало Стшеменьчикам) не мав жодного спадку. Молодість добре не відома, точно був лицарем-найманцем. Прізвисько «Поляк» (через яке Бонєцький безпідставно ототожнював П. Поляка з Карнковськими) здобув у Чехії, де появився у 1420-х роках, припускають, в оточенні князя Зигмунта Корибутовича. 1428 року брав участь в поході таборитів на Шльонськ, в березні 1428 р. був командиром замку Гомолє біля Клодзька. Потім осів у Німчі (Нємчі). Мав славу одного з найкращих командирів таборитів у Шльонську, а Нємче — центр руху гуситів в Нижньому Шльонську. У травні 1433 р., коли піщов до Сілезії (Ślęży) на відсіч Яну Клдзі із Жампаху, потрапив у неволю до вроцлавців. За права на в'язня сперечались вроцлавці та міщани Сьвідніці. Після прибуття до Вроцлава губернатора Алєша з Ризнбурку і біскупа вроцлавського Конрада, через викуп з рук гуситів Нємчі, Отмухова, Вержбна у грудні 1434 р. став вільним. Ян Длугош пише про отримання ним значної суми грошей за продаж Нємчі. Потім осів у Великопольщі.
З 1435 р. був старостою (тенутаріушем) королівщин Драгім, Валч, Сьрем, з 1436 року Рогозьна, що в той час було рідкістю (в одних руках). Може, мав судову суперечку з німецькими монахами-цистеріянами. 1438 року правдоподібно був у Кракові, брав участь у виправі королевича Казимира IV Ягеллончика до Чехії по корону (також були Сендзівуй Остроруг, Ян Тенчиньскі). Був у Чехії до початку 1439 року. Після цього був одним з підписантів конфедерації Спитка III Мельштинського; не відомо, чи брав участь у битві під Ґротніками 1439 року. Після битви належав до групи конфедератів, які не втратили суспільної ваги.
Ян Длуґош пише, що перед виїздом короля Владислава III Варненчика до Угрів (близько 12 квітня 1440 р.) був відкликаний з посади подільського старости (віддали Теодору Бучацькому) та виїхав з ним. Тодішні джерела вказують, що він тоді отримав посаду подільського старости, відібрану в Дерслава Влостовского (пол. Dziersław Włostowski). З королем до угрів не поїхав, 5 травня 1440 року видав у Кам'янці-Подільському 2 документи, які підписав як подільський староста. В серпні 1440 р. мав судові суперечки з Теодориком Бучацьким-Язловецьким у Львові. Організував тоді оборону Поділля, де того часу Корона проводила широку акцію військового осадництва. Як подільський староста отримав право записувати від імені монарха суми на королівщинах Поділля (до 100 гривень на особу); обширний список записів підтвердив король 1442 р. З травня 1441 р. часто згадується в королівських документах як подільський староста. Після смерті 28 травня 1441 р. львівського (генерального руського) старости Рафала Тарновського повинен був стати його наступником, бо в кількох документах короля від 5 липня, 9 липня 1441 р. має посаду руського старости. Посаду остаточно отримав Спитек Тарновскі з Ярослава перед 14 липня 1441 р., П.Поляк повернувся до Поділля, не фігурував у королівському оточенні. Знову був біля короля під час зимового походу на Словаків: 18 грудня 1441 р. у королівському документі фігурує як підкоморій краківський. Напевне, посаду отримав після недавньої смерти Пйотра Шафранця з Піскової Скали, хоча не можна виключити переплутування з посадою підкоморія двору королеви.
Не був одруженим. Помер між 18 грудня 1441 року і 14 березня 1442 року (цією датою записано на посаді краківського підкоморія Міхала з Кромолова і Бронішова). Чітко згаданий як померлий в документі від 12 липня 1442 року.